# Wysokie Koło (stacja kolejowa)
Wysokie Koło – zlikwidowana stacja kolejowa w Wysokim Kole na linii kolejowej nr 82, w województwie mazowieckim, w Polsce. Stacja została otwarta w 1915 roku, natomiast zamknięto ją w 2004 roku.